# داير سترايتس
داير سترايتس (بالإنجليزية: Dire Straits)‏ هي فرقة بريطانية لموسيقى الروك تم تشكيلها في لندن عام 1977 بواسطة مارك نوفلر (المغني الأساسي ومستخدم الإيتار الرئيسي)، ديفيد كنوبفلر [الإنجليزية] (غيتار الإيقاع وأصوات الخلفية)، جون ايلسلي [الإنجليزية] (غيتار البيس وأصوات الخلفية)، و بيك ويذرث [الإنجليزية] (الطبول والقرع). أصبحت الفرقة واحدة من أكثر فرق الفنانين الأكثر مبيعا في العالم، مع مبيعات قياسية تبلغ أكثر من 100 مليون.

## وصلات خارجية
- داير سترايتس على موقع IMDb (الإنجليزية)
- داير سترايتس على موقع الموسوعة البريطانية (الإنجليزية)
- داير سترايتس على موقع ميوزك برينز (الإنجليزية)
- داير سترايتس على موقع رولينغ ستون (الإنجليزية)
- داير سترايتس على موقع أول ميوزيك (الإنجليزية)
- داير سترايتس على موقع ديسكوغز (الإنجليزية)

- داير سترايتس على مشروع الدليل المفتوح